# Karl-Heinz Weger
Karl-Heinz Weger (* 17. Juli 1932 in Schweinfurt; † 15. Januar 1998 in München) war ein deutscher katholischer Theologe und Philosoph.
Weger trat 1951 in die Gesellschaft Jesu ein. Nach dem Noviziat ging er 1954–57 zum Philosophie-Studium nach England – zunächst ans Heythrop College in Chipping Norton bei Oxford, dann ans Manresa College in London (1954–1957).
Anschließend arbeitete er ein Jahr als Erzieher am Jesuitenkolleg in St. Blasien. 1958 ging er nach Indonesien, zunächst als Englischlehrer am Kleinen Seminar in Mertojudan. Von 1960 bis 1964 studierte er Theologie am Ignatius College in Yogyakarta, wo er 1963 auch die Priesterweihe empfing. Im Jahre 1967 promovierte er in Maastricht.
Von 1966 bis 1971 war Weger Redaktionsmitglied der Monatszeitschrift Stimmen der Zeit. Ab 1969/70 war er Lehrbeauftragter, ab 1975 Professor für Grundlegung der Systematischen Theologie und Philosophischen Anthropologie an der Hochschule für Philosophie in München. Dort gründete und leitete er viele Jahre das Institut für Fragen der Religionskritik.
Wegers theologisches Denken kreiste vor allem um fundamentaltheologische Fragestellungen, die stark von der Theologie Karl Rahners geprägt waren. Weiterhin setzte er sich in Forschung und Lehre immer wieder mit den Themen der Religionskritik auseinander.

## Werke (Auswahl)
- Theologie der Erbsünde. Mit einem Exkurs Erbsünde und Monogenismus von Karl Rahner, (Quaestiones disputatae 44), Freiburg 1970
- Der Glaube der Kirche in den Urkunden der Lehrverkündigung von Josef Neuner u. Heinrich Roos. Neubearbeitet von Karl Rahner u. Karl-Heinz Weger, Regensburg 1971
- Erbsünde heute. Grundlegung und Verkündigungshilfen, München 1972
- Religionskritik. Beiträge zur atheistischen Religionskritik der Gegenwart, München 1976 (Hrsg.)
- Karl Rahner. Eine Einführung in sein theologisches Denken, Freiburg 1978
- Religionskritik von der Aufklärung bis zur Gegenwart. Autoren-Lexikon von Adorno bis Wittgenstein, Freiburg 1979 (Hrsg.)
- Was sollen wir noch glauben? Theologen stellen sich den Glaubensfragen einer neuen Generation, Freiburg 1979 (zus. mit Karl Rahner)
- Vom Elend des kritischen Rationalismus. Kritische Auseinandersetzung über die Frage der Erkennbarkeit Gottes bei Hans Albert, Regensburg 1981
- Der Mensch vor dem Anspruch Gottes. Glaubensbegründung in einer agnostischen Welt, Graz 1981
- Gott hat sich offenbart, Freiburg 1982
- Wege zum theologischen Denken. Wie kann man Glaubensaussagen aus Erfahrung klären?, Freiburg 1984
- Argumente für Gott. Gott-Denker von der Antike bis zur Gegenwart, Freiburg 1987 (Hrsg. unter Mitarbeit von Klemens Bossong)
- Wozu sind wir auf Erden? Sinnerfahrung im Glauben, Freiburg 1989
- Religionskritik (Reihe: Texte zur Theologie: Abteilung Fundamentaltheologie; 1), Graz 1991.